# Organizacja Narodów Zjednoczonych
Organizacja Narodów Zjednoczonych, ONZ (ang. United Nations, UN; fr. Organisation des Nations Unies; hiszp. Organización de las Naciones Unidas; ros. Организация Объединённых Наций, Organizacyja Objedinionnych Nacyj; arab. ‏الأمم المتحدة‎, al-Umam al-Muttahida; chiń. 联合国, Liánhéguó) – uniwersalna (z wyjątkiem narodów niereprezentowanych) organizacja międzynarodowa, z siedzibą w Nowym Jorku, powstała 24 października 1945 roku w wyniku wejścia w życie podpisanej 26 czerwca 1945 w San Francisco Karty Narodów Zjednoczonych. ONZ jest następczynią Ligi Narodów.
ONZ stawia sobie za cele zapewnienie pokoju i bezpieczeństwa międzynarodowego, rozwój współpracy między narodami oraz popieranie przestrzegania praw człowieka.

## Historia
Idea powołania nowej organizacji światowej powstała jeszcze w czasie trwania II wojny światowej. Za pierwsze dokumenty zapowiadające utworzenie ONZ uznawane są Karta Atlantycka podpisana 14 sierpnia 1941 oraz Deklaracja Narodów Zjednoczonych, tzw. Deklaracja waszyngtońska, która została podpisana w Waszyngtonie 1 stycznia 1942 roku przez przedstawicieli 26 państw (w tym Polski). Kolejna decyzja zapadła na konferencji w Teheranie w roku 1943. Jej głównym pomysłodawcą był prezydent USA Franklin Delano Roosevelt, a nazwę zaproponował premier Wielkiej Brytanii Winston Churchill (wcześniej określenie „narody zjednoczone” w trakcie wojny stosowano nieraz na określenie sojuszu aliantów przeciw państwom Osi).
Od sierpnia do października 1944 roku przedstawiciele Francji, Chin, Wielkiej Brytanii, USA oraz ZSRR przebywali w Dumbarton Oaks w Waszyngtonie, gdzie przedyskutowano zakres, cele i sposoby działania nowej organizacji.
25 kwietnia 1945 roku zwołano pierwszą konferencję ONZ w San Francisco, w której uczestniczyło 50 państw z całego świata – pierwszych członków organizacji. Za członka ONZ od założenia uznawana jest też Polska, której przedstawiciele (Rząd RP na uchodźstwie uznawany przez państwa-założycieli z wyjątkiem ZSRR) z powodów politycznych nie zostali zaproszeni na konferencję w San Francisco. Zachodni politycy obawiali się bowiem reakcji Józefa Stalina. Podczas konferencji, 26 czerwca, podpisano Kartę Narodów Zjednoczonych, akt prawny regulujący działalność ONZ. Karta została podpisana przez 50 z 51 krajów członkowskich, pozostawiono miejsce dla Polski. Polska podpisała ją po utworzeniu Tymczasowego Rządu Jedności Narodowej 16 października 1945
Organizację Narodów Zjednoczonych powołano do życia 24 października 1945, kiedy postanowienia konferencji ratyfikowało pięciu przyszłych stałych członków Rady Bezpieczeństwa (Chiny, Francja, ZSRR, Wielka Brytania i USA) oraz większość pozostałych państw członkowskich. Powołanie ONZ położyło jednocześnie kres działalności Ligi Narodów, która rozwiązała się formalnie 18 kwietnia 1946, przekazując pełnienie swej misji nowej organizacji.
Rocznica wejścia w życie Karty Narodów Zjednoczonych – 24 października 1945 roku – jest obchodzona jako Dzień Narodów Zjednoczonych od 1948 roku.
Pierwsza sesja Zgromadzenia Ogólnego rozpoczęła się 10 stycznia 1946 r. w Londynie. Wzięli w niej udział przedstawiciele 51 państw.
W grudniu 1945 Kongres Stanów Zjednoczonych wystosował propozycję, aby siedziba ONZ mieściła się w Nowym Jorku, co zostało zaakceptowane. Budynek siedziby głównej otwarto 9 stycznia 1951 roku na terenach podarowanych ONZ przez Johna Rockefellera Jr., gdzie mieści się do dziś. Część instytucji funkcjonuje jednak w innych miastach świata, m.in. w Genewie, Hadze, Nairobi i Wiedniu.

## Cele ONZ
1. Utrzymanie międzynarodowego pokoju i bezpieczeństwa za pomocą zbiorowych i pokojowych wysiłków.
2. Rozwijanie przyjaznych stosunków między narodami na zasadach samostanowienia i suwerennej równości.
3. Rozwiązywanie konkretnych problemów międzynarodowych (gospodarczych, społecznych, kulturowych, humanitarnych czy dotyczących praw człowieka) na zasadzie współpracy międzynarodowej oraz uznania równości ras, płci, języków i wyznań.
4. Stanowienie ośrodka uzgadniania działań narodów w imię wspólnych celów.

## Członkostwo ONZ
Członkiem ONZ, według artykułu 4. Karty NZ może być „każde państwo miłujące pokój, które przyjęło zobowiązania zawarte w Karcie” i – zdaniem ONZ – „jest w stanie je wypełniać”. Tym samym członkami Organizacji mogą być tylko państwa.
Przyjęcie następuje na podstawie uchwały Zgromadzenia Ogólnego podjętej na zalecenie Rady Bezpieczeństwa (artykuł 18 Karty).

### Wystąpienie i wykluczenie z ONZ
Karta NZ nie określa konkretnych procedur wystąpienia z ONZ, wystąpienie takie jest więc możliwe na mocy jednostronnej deklaracji. Jak dotąd z ONZ wystąpiło tylko jedno państwo – Indonezja w 1965, powróciła jednak do Organizacji już rok później.
Za uporczywe łamanie zasad Karty NZ państwo członkowskie może być usunięte z ONZ przez Zgromadzenie Ogólne na wniosek Rady Bezpieczeństwa. Taka sytuacja miała miejsce w 1992, gdy wykluczono z Organizacji Jugosławię. Dyskutowano także nad wykluczeniem RPA za stosowanie apartheidu. Istnieje też procedura zawieszenia w prawach członka, podejmowana przez Zgromadzenie Ogólne na wniosek Rady Bezpieczeństwa (w obu przypadkach większością 2/3 głosów).

### Członkowie założyciele
Członkami założycielami Organizacji Narodów Zjednoczonych było 51 państw. Wśród nich:
- państwa, które wzięły udział w konferencji założycielskiej ONZ w San Francisco, podpisały i ratyfikowały Kartę Narodów Zjednoczonych.
- państwa, które podpisały Deklarację Narodów Zjednoczonych (1942), podpisały i ratyfikowały Kartę Narodów Zjednoczonych. To kryterium wprowadzono specjalnie dla Polski, bowiem jej przedstawiciele nie mogli uczestniczyć w konferencji w San Francisco z powodu braku rządu, który byłby uznawany przez wszystkie mocarstwa – Wielka Brytania, Stany Zjednoczone i przeważająca większość krajów świata – uczestników konferencji, uznawały rząd Rzeczypospolitej Polskiej na uchodźstwie w Londynie, zaś Związek Radziecki uznawał podporządkowany sobie Rząd Tymczasowy w Warszawie[a].

### Obecni członkowie
Obecnie członkami ONZ są 193 państwa. Do ONZ nie należą podmioty międzynarodowe, które mają:
Status państwa-obserwatora
- Stolica Apostolska (Watykan)[b]
- Palestyna (uznawana przez 127 państw)[11][12]

Status niepaństwowego obserwatora:
- Zakon Maltański (uznawany jako podmiot prawa międzynarodowego przez 104 państwa),
- Międzynarodowy Komitet Czerwonego Krzyża – ma on status obserwatora w ONZ, oraz – jako organizacja neutralna – prowadzi też mediacje z rządami (mimo że formalnie nie utrzymuje z nimi kontaktów dyplomatycznych) na temat wymiany jeńców, a także zawarł porozumienia z niektórymi organizacjami i instytucjami międzynarodowymi działającymi na polu humanitarnym[13].

Watykan pozostaje jedynym w pełni suwerennym i powszechnie uznanym na arenie międzynarodowej państwem, które nie należy do Narodów Zjednoczonych.

### Zasady członkostwa
- suwerenna równość wszystkich członków
- wykonywanie w dobrej wierze zobowiązań zgodnie z Kartą Narodów Zjednoczonych
- rozwiązywanie sporów środkami pokojowymi
- powstrzymanie się od groźby użycia siły lub użycia jej w sposób nieuzgodniony z celami ONZ
- okazywanie wszelkiej pomocy ONZ w każdej akcji podjętej zgodnie z Kartą Narodów Zjednoczonych, jako środka zapobiegawczego lub przymusu
- nieingerowanie ONZ w sprawy, które należą do kompetencji wewnętrznych państwa
- wpływanie na państwa, które nie są członkami ONZ, aby postępowały zgodnie z jej zasadami w stopniu koniecznym do utrzymania bezpieczeństwa i pokoju

## Organy ONZ

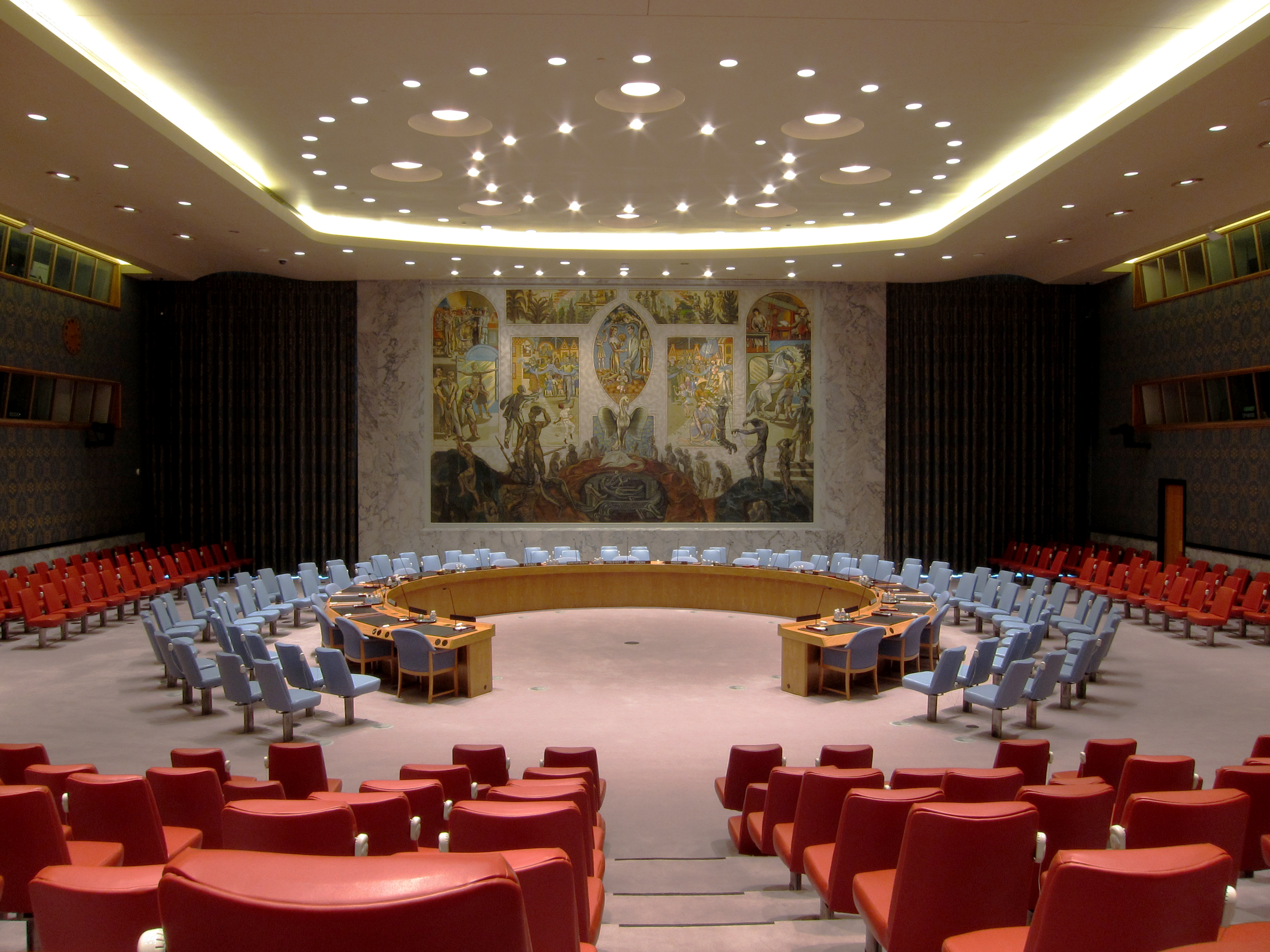
Rada Bezpieczeństwa ONZ w siedzibie ONZ w Nowym Jorku

Struktura ONZ

- Zgromadzenie Ogólne – składa się z przedstawicieli wszystkich krajów członkowskich.
- Rada Bezpieczeństwa – składa się z 5 stałych członków (Rosja, Chiny, USA, Wielka Brytania, Francja) i 10 członków niestałych wybieranych na 2 lata. Odpowiada za utrzymanie pokoju i bezpieczeństwa na świecie.
- Rada Gospodarcza i Społeczna – zajmuje się sprawami gospodarczymi, społecznymi i kulturalnymi, prawami człowieka, przygotowuje projekty konwencji, ustala wytyczne dla organów pomocniczych.
- Rada Powiernicza – powołana została do kontroli nad terytoriami powierniczymi do momentu ich usamodzielnienia, aby działać w interesie ich mieszkańców.
- Międzynarodowy Trybunał Sprawiedliwości – powołany w celu rozstrzygania sporów między państwami. Składa się z 15 sędziów.
- Sekretariat – organ wykonawczy pod przewodnictwem sekretarza generalnego, 12 podsekretarzy, posiada liczne biura i departamenty.
- Rada Praw Człowieka

Istnieje również wiele organów doradczych, np. Wojskowy Komitet Sztabowy.

## Organizacje wyspecjalizowane ONZ
Jest to system organizacji międzynarodowych funkcjonalnie powiązanych z ONZ na mocy art. 57. Karty NZ: różnego rodzaju organizacje wyspecjalizowane, utworzone na podstawie porozumień zawartych między rządami i posiadające z mocy swych statutów rozległe kompetencje międzynarodowe w dziedzinach gospodarczej, społecznej, kulturalnej, wychowawczej, zdrowia publicznego i innych dziedzinach pokrewnych, będą związane z Organizacją Narodów Zjednoczonych.
ONZ odgrywa w tym systemie centralną rolę, posiadając uprawnienia koordynacyjne, co ma na celu zapobieżenie dublowaniu prawa i osiągnięciu większej efektywności działania. W tej dziedzinie ONZ jest reprezentowana przez Radę Gospodarczą i Społeczną, która „może uzgadniać działalność organizacji wyspecjalizowanych w drodze porozumiewania się z nimi i udzielania im zaleceń, jak również w drodze udzielania zaleceń Zgromadzeniu Ogólnemu i członkom Organizacji Narodów Zjednoczonych” (art. 63 ust. 2 Karty NZ).
Ponadto z ONZ są związane inne organizacje o charakterze powszechnym, m.in.:
- Międzynarodowa Agencja Energii Atomowej (IAEA)
- Światowa Organizacja Handlu (WTO)

## Operacje pokojowe ONZ

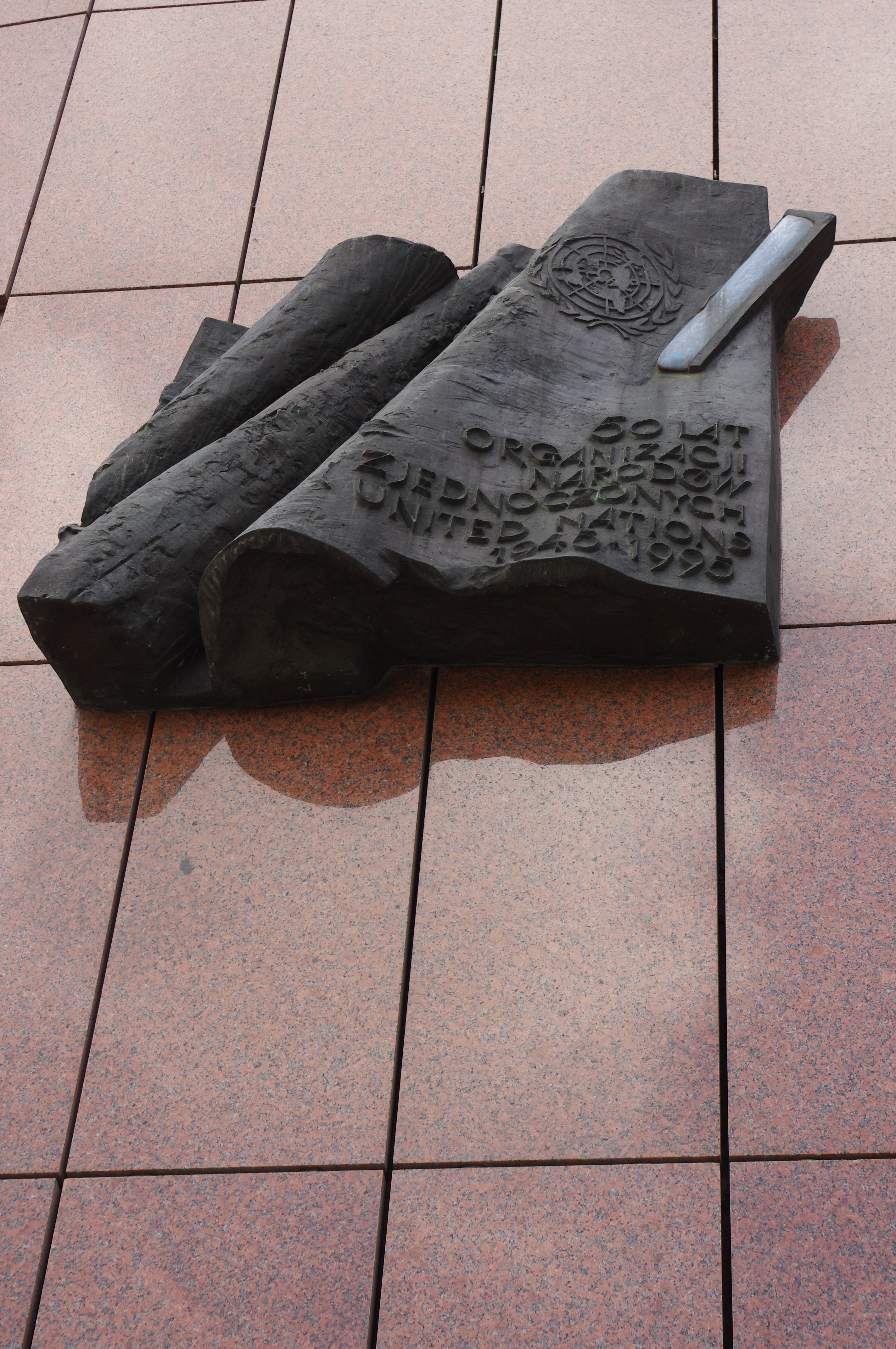
Tablica upamiętniająca Organizację Narodów Zjednoczonych wmontowana 1995 r., w 50-lecie istnienia na rondzie ONZ w Warszawie

- 1950-1953, Korea – utrzymanie podziału Półwyspu Koreańskiego, zahamowanie ekspansji komunizmu
- 1960-1964, Kongo (dziś Demokratyczna Republika Konga) – interwencja ONZ doprowadziła do utrzymania niepodległości kraju i jego integralności terytorialnej; w efekcie wyniosła do władzy prezydenta Mobutu Sese Seko
- od 1964 roku, Cypr – stacjonują siły pokojowe, którym nie udało się zapobiec podziałowi wyspy po interwencji Turcji
- od 1967 roku, Bliski Wschód, obserwacja konfliktu palestyńsko-izraelskiego, stała obecność kontyngentu ONZ w tym regionie, m.in. na Wzgórzach Golan i w Strefie Gazy
- 1990-1991, Zatoka Perska – mandat ONZ dla sił brytyjsko-amerykańskich, które wyzwoliły Kuwejt, po zajęciu państwa przez siły irackie (operacja Pustynna Burza)
- 1992-1994, Somalia – zakończona porażką operacja Przywrócić Nadzieję, która miała skłonić do rozbrojenia walczące strony i zapewnić dostawy pomocy humanitarnej, skończyła się tragiczną misją sił specjalnych – Operacją w Mogadiszu (udział głównie wojsk amerykańskich)
- 1992-1993, Kambodża – największa operacja pokojowa ONZ, zakończona demokratyzacją kraju
- 1992-1995, była Jugosławia – siły ONZ UNPROFOR miały zaprowadzić pokój w dawnych republikach związkowych Jugosławii, poniosły fiasko i zostały zastąpione przez siły NATO – IFOR
- 1993-1996, Rwanda – siły ONZ UNAMIR miały monitorować układ pokojowy, który zawarły dwie największe grupy etniczne zamieszkujące Rwandę – Hutu i Tutsi. Uznawana jest za największą porażkę ONZ[potrzebny przypis]. Masakra ok. 800 tys. ludzi odbywała się na oczach żołnierzy sił pokojowych (zob. Ludobójstwo w Rwandzie). Wydarzenia te zostały ukazane w filmie Hotel Ruanda.

## Przedstawicielstwo w Warszawie
Wcześniej, od 1947, udzielanie informacji o ONZ należało do kompetencji przedstawicielstwa tejże organizacji w Pradze (Informační centrum OSN v Praze) przy ul. Panskiej 7. W Polsce Ośrodek Informacji ONZ początkowo mieścił się w al. Niepodległości 186 (1995-2014), obecnie przy ul. Pięknej 19 (2014-).